# Marengo striatipes
Marengo striatipes är en spindelart som beskrevs av Simon 1900. Marengo striatipes ingår i släktet Marengo och familjen hoppspindlar. Inga underarter finns listade i Catalogue of Life.